# Mikołaj Roznerski
Mikołaj Roznerski (ur. 6 grudnia 1983 we Wrocławiu) – polski aktor teatralny, telewizyjny i filmowy, także prezenter telewizyjny.

## Życiorys

### Wczesne lata
Urodził się 6 grudnia 1983 we Wrocławiu. Wychował się w Rolantowicach, gdzie jego ojciec rolnik uprawiał 60 hektarów, hodował świnie i owce. Kiedy miał 13 lat, jego rodzice się rozwiedli. Pozostał pod opieką ojca, podczas gdy jego matka, Dorota Bieniarz, wyjechała razem z jego młodszą siostrą Agatą. Problemy rodzinne odbiły się na zdrowiu młodego chłopaka; przestał jeść, miał problemy z poczuciem własnej wartości i zachorował na anoreksję (ważył 42 kg przy wzroście 170 cm), w związku z tym trafił na oddział zamknięty szpitala psychiatrycznego we Wrocławiu, na którym przez rok odbywał terapię.
W wieku 16 lat podjął naukę we wrocławskim liceum, gdzie trafił do kółka teatralnego „Chyże jeże”, grając sceny z Gombrowicza, Maeterlincka, Witkacego czy Goethego. Przez rok uczęszczał do Studium Kształcenia Animatorów Kultury i Bibliotekarzy SKiBA. Tam poznał Sebastiana Majewskiego, reżysera teatralnego, dramaturga, scenografa i aktora, z którym założył teatr offowy Scena Witkacego. W skład grupy wchodzili młodzi, pełni pasji ludzie, spotykający się nocami i tworzący autorskie spektakle. Zrealizowali ok. 15 widowisk, takich jak 3 siostry. Misterium, Córki Audrey Hepburn, Vnyl side b czy Wasza wolność jest naszą decyzją. W 2007 ukończył wrocławską filię Państwowej Wyższej Szkoły Teatralnej w Krakowie na Wydziale Lalkarskim.

### Kariera
Jako student IV roku wystąpił w operze Król Roger w reż. Mariusza Trelińskiego. Ukończył też studia na Wydziale Teatralnym Akademii Sztuk Scenicznych w Pradze (DAMU). Podczas studiów zrobił kurs spawania stali nierdzewnych, a w 2007 dostał pierwszy teatralny angaż w Teatrze im. Juliusza Osterwy w Lublinie, w którym do 2011 zagrał w kilkunastu spektaklach, zdobywając uznanie lubelskiej widowni i krytyków m.in. kreacjami Raskolnikowa w Zbrodni i karze, Ferdinanda w spektaklu Rock’n’Roll czy Piotra w Widnokręgu. Ta ostatnia przyniosła mu także Nagrodę im. Andrzeja Nardellego za najlepszy debiut sezonu 2008/2009.
Latem 2009 wyjechał do Londynu, by zagrać główną rolę baletmistrza Rudolfa Nuriejewa w międzynarodowej produkcji poświęconej życiu tancerza. Film nie został ukończony. W 2011 przeprowadził się do Warszawy, gdzie rozpoczął współpracę z teatrami: Na Woli, Scena Prezentacje czy Polskim. Wystąpił też na deskach londyńskiego The Mermaid Theatre w spektaklu Chopin musi umrzeć. Po kilku miesiącach pobytu w Warszawie otrzymał propozycję dołączenia do obsady opery mydlanej TVP2 M jak miłość, wcielając się w Marcina Chodakowskiego. W serialu pojawił się premierowo w marcu 2012, początkowo miała to być jedynie epizodyczna rola, jednak wątek jego bohatera został rozbudowany. W następnych latach grał też gościnnie w serialach takich jak m.in.: Pierwsza miłość, Na dobre i na złe, Ratownicy, Ojciec Mateusz, Komisarz Alex, Prawo Agaty, Na Wspólnej czy To nie koniec świata.

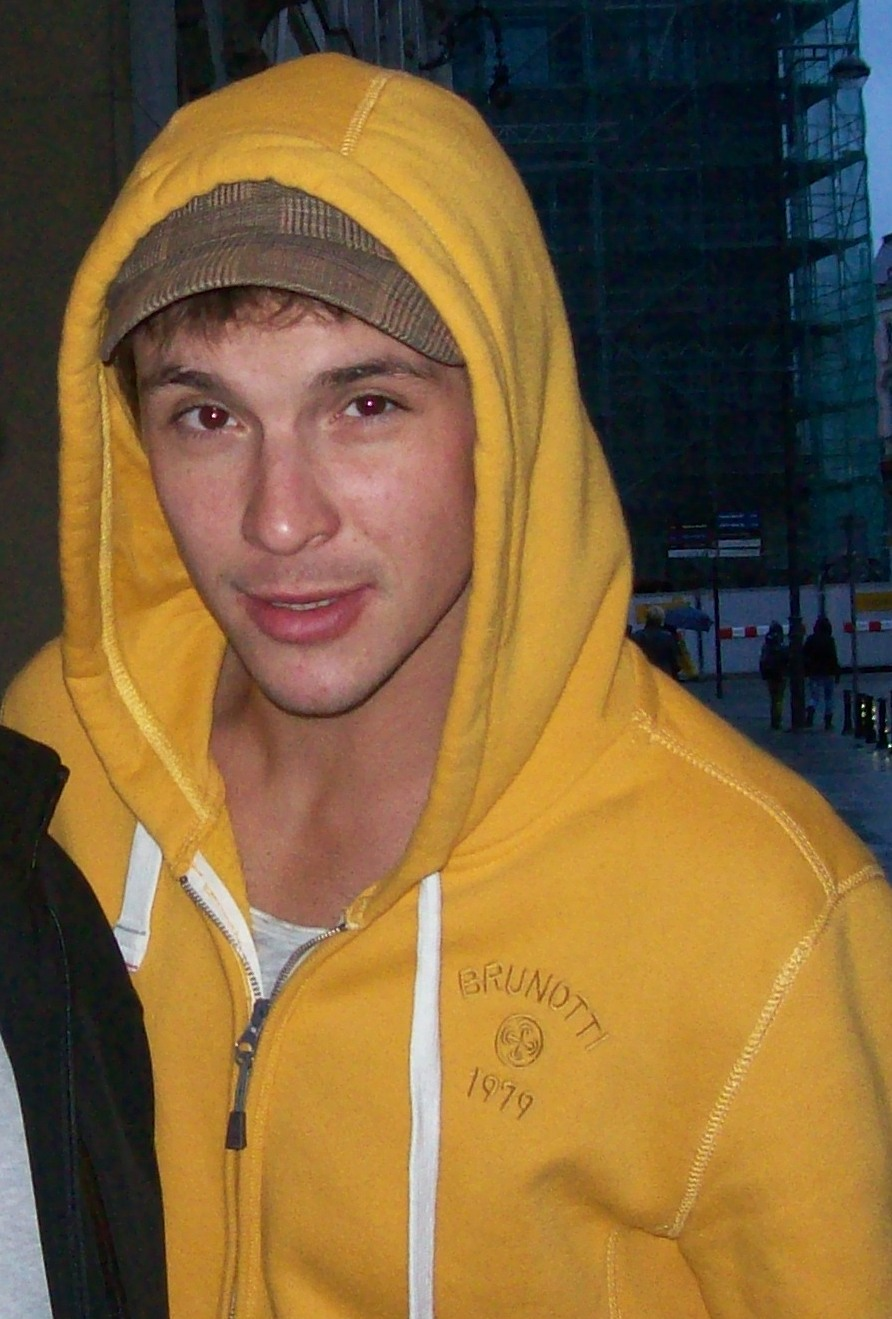
Mikołaj Roznerski (2013)

W grudniu 2012 zadebiutował na dużym ekranie w roli młodego ochroniarza Himka w filmie Macieja Żaka Supermarket. 11 października 2013 odbyła się premiera filmu Macieja Pieprzycy Chce się żyć, w tórym pojawił się jako Tomek Rosiński, starszy brat głównego bohatera. W dramacie Roberta Wichrowskiego Karuzela (2014), opowiadającym o miłości, przyjaźni i dylematach młodych ludzi, stojących u progu dorosłego życia, wystąpił w roli Rafała, jednej z pierwszoplanowych postaci. Wyświetlano go na targach Marché du Film podczas 67. Międzynarodowego Festiwalu Filmowego w Cannes, a na ekranach kin pojawił się 23 maja 2014. Również w 2014 zrealizował cykl Total forma emitowany w programie Pytanie na śniadanie.
W 2018 wystąpił w roli Tarzana w spektaklu Jaskiniowcy autorstwa i w reżyserii Marka Rębacza. W produkcji warszawskiego Teatru Gudejko Dwoje na huśtawce autorstwa Williama Gibsona u boku Anny Dereszowskiej (Gieselle Rosa) zagrał postać Jurka Rajskiego.
Wystąpił w jednej z reklam sieci telefonii komórkowych Heyah. Wypuścił do sprzedaży własną markę kawy o nazwie Rozner. Wystąpił także w reklamie produktów do golenia marki Wars.
W 2025 został prowadzącym teleturnieju telewizji TVN pt. The Floor.

## Życie prywatne
Ze związku z aktorką Martą Juras ma syna Antoniego (ur. 2011). W latach 2018–2021 związany był z aktorką Adrianą Kalską.

## Filmografia

### Filmy fabularne
| Rok  | Tytuł                                           | Rola                           | Reżyser                                           |
| ---- | ----------------------------------------------- | ------------------------------ | ------------------------------------------------- |
| 2005 | Emilia                                          | lektor francuski               | Piotr Matwiejczyk                                 |
| 2006 | Verdun 1916. Die Grosse Schlacht (dokumentalny) |                                | Oliver Halmburger, Thomas Staehler, Marek Brodzki |
| 2007 | Raz, dwa, trzy                                  |                                | Aleksandra Ząb                                    |
| 2009 | Teraz i zawsze                                  | student z imprezy              | Artur Pilarczyk                                   |
| 2012 | Supermarket                                     | Himek                          | Maciej Żak                                        |
| 2013 | Chce się żyć                                    | Tomek Rosiński                 | Maciej Pieprzyca                                  |
| 2014 | Karuzela                                        | Rafał                          | Robert Wichrowski                                 |
| 2014 | Munio: Strażnik Księżyca                        | Stalon (głos)                  | Alexandre Heboyan, Benoît Philippon               |
| 2015 | Karbala                                         | Różdżyński „Rożen”             | Krzysztof Łukaszewicz                             |
| 2015 | Toast                                           | Kacper                         | Filip Hillesland                                  |
| 2016 | Kochaj!                                         | Jurek                          | Marta Plucińska                                   |
| 2016 | 7 rzeczy, których nie wiecie o facetach         | Tomasz                         | Kinga Lewińska                                    |
| 2017 | Zbliżenie (krótkometrażowy)                     | Karl                           | Maria Wieczorek                                   |
| 2017 | Volta                                           | rotmistrz Łubieński            | Juliusz Machulski                                 |
| 2017 | Porady na zdrady                                | Maciej Woltyński               | Ryszard Zatorski                                  |
| 2018 | Narzeczony na niby                              | Barnaba                        | Bartosz Prokopowicz                               |
| 2018 | Kobieta sukcesu                                 | Norbert                        | Robert Wichrowski                                 |
| 2018 | Pech to nie grzech                              | Piotr, wspólnik Natalii        | Ryszard Zatorski                                  |
| 2019 | Diablo. Wyścig o wszystko                       | „Kieł”                         | Michał Otłowski                                   |
| 2019 | Miszmasz, czyli kogel-mogel 3                   | Paweł, chłopak Agnieszki       | Kordian Piwowarski                                |
| 2019 | Fighter                                         | Marek „Pretty Boy” Chmielnicki | Konrad Maximilian                                 |
| 2019 | Jak poślubić milionera?                         | Maciej                         | Filip Zylber                                      |
| 2020 | Asymetria                                       | Piotr Sternik                  | Konrad Niewolski                                  |
| 2021 | Gierek                                          | Lech Wałęsa                    | Michał Węgrzyn                                    |
| 2021 | Skarbek                                         | Latawiec                       | Tomasz Jurkiewicz                                 |
| 2021 | Gorzko, gorzko!                                 | polityk opozycji               | Tomasz Konecki                                    |
| 2022 | Gdzie diabeł nie może, tam Baby pośle           | Lieutenant Gralak              | Heathcliff Janusz Iwanowski                       |
| 2023 | Gdzie diabeł nie może, tam Baby pośle 2         | Lieutenant Gralak              | Heathcliff Janusz Iwanowski                       |
| 2023 | Święto ognia                                    | Janek                          | Kinga Dębska                                      |

### Seriale
| Rok       | Tytuł                   | Rola                                                      | Uwagi                                                 |
| --------- | ----------------------- | --------------------------------------------------------- | ----------------------------------------------------- |
| 2005      | Pierwsza miłość         | Wiesiek, kolega Andrzeja Pałkowskiego                     |                                                       |
| 2005      | Świat według Kiepskich  | chłopak                                                   | odc. 204                                              |
| 2007      | Na dobre i na złe       | chłopak                                                   | odc. 295                                              |
| 2007      | Biuro kryminalne        | Grzegorz Frączak                                          | odc. 24                                               |
| 2008      | Wydział zabójstw        | Zbyszek Cieśla                                            | odc. 10                                               |
| 2008      | 39 i pół                | Remek                                                     | odc. 3, 4 i 9                                         |
| 2010      | Ratownicy               | Mateusz Rogulski                                          |                                                       |
| 2010      | Ojciec Mateusz          | Grzegorz Bartnik                                          | odc. 49                                               |
| 2010      | Ojciec Mateusz          | Jarek                                                     | odc. 80                                               |
| 2010      | Klub szalonych dziewic  | Bartek, współlokator Mikołaja                             |                                                       |
| 2011      | Usta usta               | Kacper                                                    | odc. 26 i 27                                          |
| 2011      | Komisarz Alex           | Piotr Małecki                                             | odc. 12                                               |
| 2012−2013 | Na Wspólnej             | Oliwer, student prawa, przyjaciel Oli                     |                                                       |
| od 2012   | M jak miłość            | Marcin Chodakowski, bratanek Tomasza. ojciec Szymka i Mai |                                                       |
| 2013      | Rodzinka.pl             | Kamil, kolega Natalii                                     | odc. 122                                              |
| 2014      | To nie koniec świata    | piłkarz Alex                                              | odc. 16 i 24                                          |
| 2014      | Prawo Agaty             | Jakub Cieślak                                             | odc. 69                                               |
| 2015      | Sensacje XX wieku       | Jerzy Sosnowski, rotmistrz                                | odc. 1                                                |
| 2015−2016 | Singielka               | Arek, pracownik warsztatu                                 | odc. 8-11, 64-65, 69, 71-72, 81, 89, 134-135, 137-138 |
| 2016      | Powiedz tak!            | Michał Rajzner, właściciel kwiaciarni                     |                                                       |
| 2016−2017 | Druga szansa            | aktor Kamil Maj                                           |                                                       |
| 2020      | Ojciec Mateusz          | ksiądz Walery                                             | odc. 300 i 301                                        |
| 2020      | Osiecka                 | Wojciech Frykowski                                        | odc. 5 i 8                                            |
| 2021      | Na dobre i na złe       | inspektor Piotr Korban                                    | odc. 812 i 828, 833 i 836                             |
| 2022      | Na dobre i na złe       | Miłosz                                                    | odc. 851                                              |
| 2024      | Będziemy mieszkać razem | Tadeusz Lipiński, syn Magdy i Piotra                      |                                                       |

### Seriale Internetowe
| Rok  | Tytuł        | Rola | Uwagi |
| ---- | ------------ | ---- | ----- |
| 2020 | #KWARANTANNA | Iwo  |       |
| 2024 | Waksy        |      |       |

## Teledyski
| Rok  | Tytuł             | Artysta       |
| ---- | ----------------- | ------------- |
| 2007 | „List”            | Edyta Górniak |
| 2008 | „Krótka historia” | Bajm          |

## Role teatralne
| Tytuł                                                | Autor                         | Reżyser                     | Rola                              | Teatr                                              | Data premiery |
| ---------------------------------------------------- | ----------------------------- | --------------------------- | --------------------------------- | -------------------------------------------------- | ------------- |
| Dziecięcy                                            | Sebastian Majewski            | Sebastian Majewski          | On                                | Scena Witkacego Wrocław                            | 2003-02-24    |
| 3 siostry. Misterium                                 | Konstanty Ildefons Gałczyński | Sebastian Majewski          | Święty                            | Scena Witkacego Wrocław                            | 2003-06-28    |
| Areeira                                              | Michał Walczak                | Przemysław Pawlicki         | P                                 | Scena Witkacego Wrocław                            | 2003-11-21    |
| Córki Audrey Hepburn                                 | Andreas Pilgrim               | Sebastian Majewski          | Audrey                            | Scena Witkacego Wrocław                            | 2004-11-06    |
| Oxygen                                               | według Iwana Wyrypajewa       | Przemysław Pawlicki         |                                   | Scena Witkacego Wrocław                            | 2005-02-13    |
| Henry_k.Scratch’e Ślubu                              | Witold Gombrowicz             | Przemek Pawlicki            |                                   | Scena Witkacego Wrocław                            | 2006-05-05    |
| Vnyl side b                                          | Andreas Pilgrim               | Sebastian Majewski          |                                   | Scena Witkacego Wrocław                            | 2006-05-29    |
| Olbrzymy z krainy lodu                               | Baśń lapońska                 | Jerzy Bielunas, Aneta Głuch | Nordi                             | Wydziały Zamiejscowe PWST Kraków Wrocław           | 2007-01-14    |
| Król Roger                                           | Karol Szymanowski             | Mariusz Treliński           | Mężczyzna                         | Opera Wrocławska                                   | 2007-03-30    |
| Wasza wolność jest naszą decyzją                     | Andreas Pilgrim               | Sebastian Majewski          |                                   | Scena Witkacego Wrocław                            | 2007-05-10    |
| Balladyna                                            | Juliusz Słowacki              | Bogdan Ciosek               | Kirkor                            | Teatr im. Juliusza Osterwy w Lublinie              | 2008-02-09    |
| Sarmacja                                             | Paweł Huelle                  | Krzysztof Babicki           | Poseł Gurowski (Wołonkowicz)      | Teatr im. Juliusza Osterwy w Lublinie              | 2008-04-12    |
| Przyjacielowi, który nie uratował mi życia           | Hervé Guibert                 | Michał Sieczkowski          |                                   | Przestrzeń Wymiany Działań „Arteria” Warszawa      | 2008-05-27    |
| Wszystko dobre, co się dobrze kończy                 | William Shakespeare           | Tadeusz Bradecki            | Żołnierz                          | Teatr im. Juliusza Osterwy w Lublinie              | 2008-06-27    |
| Rock’n’Roll                                          | Tom Stoppard                  | Krzysztof Babicki           | Grajek na flecie, Ferdinand       | Teatr im. Juliusza Osterwy w Lublinie              | 2008-11-15    |
| Widnokrąg                                            | Wiesław Myśliwski             | Bogdan Tosza                | Piotr                             | Teatr im. Juliusza Osterwy w Lublinie              | 2009-01-31    |
| O dwóch krasnoludkach i jednym końcu świata          | Grażyna Lutosławska           | Krzysztof Babicki           | Krasnal miastowy                  | Teatr im. Juliusza Osterwy w Lublinie              | 2009-03-29    |
| Bóg                                                  | Woody Allen                   | Grzegorz Kempinsky          | Mężczyzna z widowni/Pan           | Teatr im. Juliusza Osterwy w Lublinie              | 2009-06-05    |
| Noc wielkiego sezonu                                 | Bruno Schulz                  | Krzysztof Babicki           | Brat                              | Teatr im. Juliusza Osterwy w Lublinie              | 2009-11-14    |
| Tartuffe albo Szalbierz                              | Molier                        | Bogdan Tosza                | Damis                             | Teatr im. Juliusza Osterwy w Lublinie              | 2010-01-30    |
| Biały Dmuchawiec                                     | Mateusz Pakuła                | Krzysztof Babicki           | Ja                                | Teatr im. Juliusza Osterwy w Lublinie              | 2010-03-27    |
| Zbrodnia i kara                                      | Fiodor Dostojewski            | Krzysztof Babicki           | Raskolnikow                       | Teatr im. Juliusza Osterwy w Lublinie              | 2010-11-13    |
| Wiele hałasu o nic                                   | William Shakespeare           | Tadeusz Bradecki            | Klaudio                           | Teatr im. Juliusza Osterwy w Lublinie              | 2011-01-29    |
| Zamknęły się oczy Ziemi                              | Paweł Huelle                  | Krzysztof Babicki           | Józef Czechowicz                  | Teatr im. Juliusza Osterwy w Lublinie              | 2011-04-09    |
| Chopin                                               | Marcin Macuk                  | Marcin Wrona                | Kuba                              | Teatr Palladium Warszawa                           | 2013-04-12    |
| Molly i Bloom                                        | James Joyce                   | Romuald Szejd               | Stefan                            | Teatr Scena Prezentacje w Warszawie                | 2013-06-16    |
| Atrakcyjny pozna panią…                              | Marek Rębacz                  | Marek Rębacz                | Wojtek, młody sołtys              | Teatr Rębacz                                       | 2016-10-01    |
| Pikantni (Zwei, vier, Sex)                           | Stefan Vögel                  | Tomasz Gawron               | Christoph, mąż Bei                | Teatr Capitol w Warszawie                          | 2017          |
| Kłamstwo (Le Mensonge)                               | Florian Zeller                | Wojciech Malajkat           | Michael                           | Miejski Ośrodek Kultury w Nowym Sączu              | 2017          |
| Basia sama w domu, czyli moje najgorsze Święta       | Marek Rębacz                  | Marek Rębacz                | Marian, wysoki urzędnik państwowy | Teatr Rębacz                                       | 2017-11-24    |
| Jaskiniowcy                                          | Marek Rębacz                  | Marek Rębacz                | Tarzan                            | Teatr Rębacz                                       | 2018          |
| Dwoje na huśtawce                                    | William Gibson                | Jerzy Gudejko               | Jurek Rajski                      | Teatr Gudejko Warszawa                             | 2018-08-18    |
| Samoobsługa                                          | Harold Pinter                 | Wojciech Malajkat           | gangster Gus                      | Kampania Teatralna                                 | 2019-03-02    |
| Piękna Lucynda                                       | Marian Hemar                  | Eugeniusz Korin             | hrabia Adam                       | Teatr 6. piętro                                    | 2019-06-22    |
| Boeing Boeing                                        | Marc Camoletti                | Marcel Wiercichowski        | Maks                              | Teatr Pozytywny                                    | 2022          |
| Biali heteroseksualni mężczyźni (Straight White Men) | Young Jean Lee                | Tomasz Dutkiewicz           | Drew                              | Teatr Komedia w Warszawie                          | 2022          |
| Niemy kelner                                         | Harold Pinter                 | Wojciech Malajkat           | Ben                               | Teatr Impresaryjny im. Włodzimierza Gniazdowskiego | 2023          |

## Nagrody i nominacje
| Rok  | Nagroda                         | Kategoria               | Tytuł                                                              | Rezultat |
| ---- | ------------------------------- | ----------------------- | ------------------------------------------------------------------ | -------- |
| 2009 | Nagroda im. Andrzeja Nardellego | Za rolę Piotra          | Widnokrąg w reż. Bogdana Toszy w Teatrze im. J. Osterwy w Lublinie | Wygrana  |
| 2018 | Telekamery „Tele Tygodnia”      | Najpopularniejszy aktor | –                                                                  | Wygrana  |
| 2018 | Gwiazda Plejady                 | Nadzieja Plejady        | –                                                                  | Wygrana  |
| 2019 | Telekamery „Tele Tygodnia”      | Najpopularniejszy aktor | –                                                                  | Wygrana  |
| 2019 | Wąż                             | Najgorsza rola męska    | Pech to nie grzech (2018)                                          | Wygrana  |
| 2020 | Telekamery „Tele Tygodnia”      | Najlepszy aktor         | –                                                                  | Wygrana  |
| 2020 | Wąż                             | Najgorsza rola męska    | Diablo. Wyścig o wszystko (2019)                                   | Wygrana  |
| 2021 | Telekamery 2021                 | Złota Telekamera        | –                                                                  | Wygrana  |